# Texas Alexander
Alger „Texas” Alexander, (Jewett, 1900. szeptember 12. – Richards, 1954. április 16.) amerikai bluesénekes. Egyes források azt állítják, hogy Lightnin' Hopkins unokatestvére volt, de közvetlen rokonságot nem állapítottak meg. Mások azt is állítják, hogy Frankie Lee Sims texasi country-bluesgitáros nagybátyja volt.

## Pályafutása
Alexander maga nem játszott hangszeren. 1927-ben készítette első felvételeit az Okeh Records számára. Idővel kíséretében olyan gitárosok szerepeltek, mint Little Hat Jones, Lonnie Johnson és Lowell Fulson, valamint olyan ismert együttesek, mint a The Mississippi Sheiks, a King Oliver’s New Orleans Band, továbbá Clarence Williams.
Zenei tevékenysége mellett pamutszedőként vagy vasútépítéseken dolgozott. 1940 körül pályafutása megszakadt, mert gyilkosságért börtönbe került. Szabadulása után újra fellépett, gyakran Lightnin' Hopkinsszal, (akit időnként unokatestvérének is emlegetnek, (habár erre nincs bizonyíték).
1947-ben néhány felvételt készített vele az Aladdin Records. Felvételeket készített Buster Pickens zongoristával is. Utolsó felvételei 1950-ből származnak, melyek nagyrészt sikertelenek voltak.
Alexander összesen több mint 60 számot rögzített, többségüket 1930 előtt. Leghíresebb darabjai közé tartozik a „Corn Bread Blues” és a „Frisco Train”.
1954-ben szifiliszben halt meg.

## Albumok
- Buddy Boy Hawkins and his Buddies 1934 recording of „Easy Rider Blues” (1968)
- Texas Troublesome Blues (1982)
- Complete Recordings, vols. 1-4 (1982-1990)
- Complete Recordings in Chronological Order, vols. 1–3 (1993-1994)
- 98 Degree Blues (1999)